# Polydoros (Sparta)
Polydoros (altgriechisch Πολύδωρος Polýdōros), der Sohn des Alkamenes, war in der griechischen Mythologie der zehnte oder elfte König von Sparta aus dem Haus der Agiaden, je nachdem, ob man Menelaos als König mitzählt oder nicht.

## Herrschaft
Polydoros galt als gerechter und gütiger Herrscher. Er soll Lakonien, das Lykurg in 6000 Parzellen geteilt hatte, 3000 weitere hinzugefügt haben. Theopompos und er erließen ein Gesetz, das den Königen und Senatoren ein Vetorecht gegen unglückliche Erlasse des Volkes einräumte. Während seiner Regierungszeit gründeten spartanische Siedler Crotone und Lokroi an der Südküste Kalabriens. Er soll bei den Olympischen Spielen im Pentathlon gewonnen haben.

## Erster Messenischer Krieg
Polydoros führte den Ersten Messenischen Krieg, den sein Vater begonnen hatte weiter. Zusammen mit Theopompos startete er einen Feldzug gegen Messenien. Pytharatos, der Feldherr der Polydoros gegenüberstand, wurde zwar getötet, doch konnte keine der beiden Seiten einen Sieg erringen. Erst im zwanzigsten Jahr des Krieges konnten die Spartaner durch die Heldentat des Oibalos einen Vorteil erringen, der schließlich im Sieg der Spartaner im ersten Jahr nach den 14. Olympischen Spielen 724/3 v. Chr. endete.

## Tod
Nach dem Krieg wurde Polydoros von Polemarchos, einem Spartaner aus angesehem Haus, ermordet. Polydoros wurde so verehrt, dass man ihm eine Statue beim Grab des Orestes aufstellte und die Siegel der Beamten von nun an sein Abbild trugen. Im Excerpta Latina Barbari werden dem Nachfolger des Alkamenes 25 Regierungsjahre zugeschrieben. Er wird jedoch fälschlich Automedus genannt. Man nimmt an, dass der Name des Automenes versehentlich aus der korinthischen in die spartanische Liste gelangte. Nachfolger wurde sein Sohn Eurykrates.